# MSAN

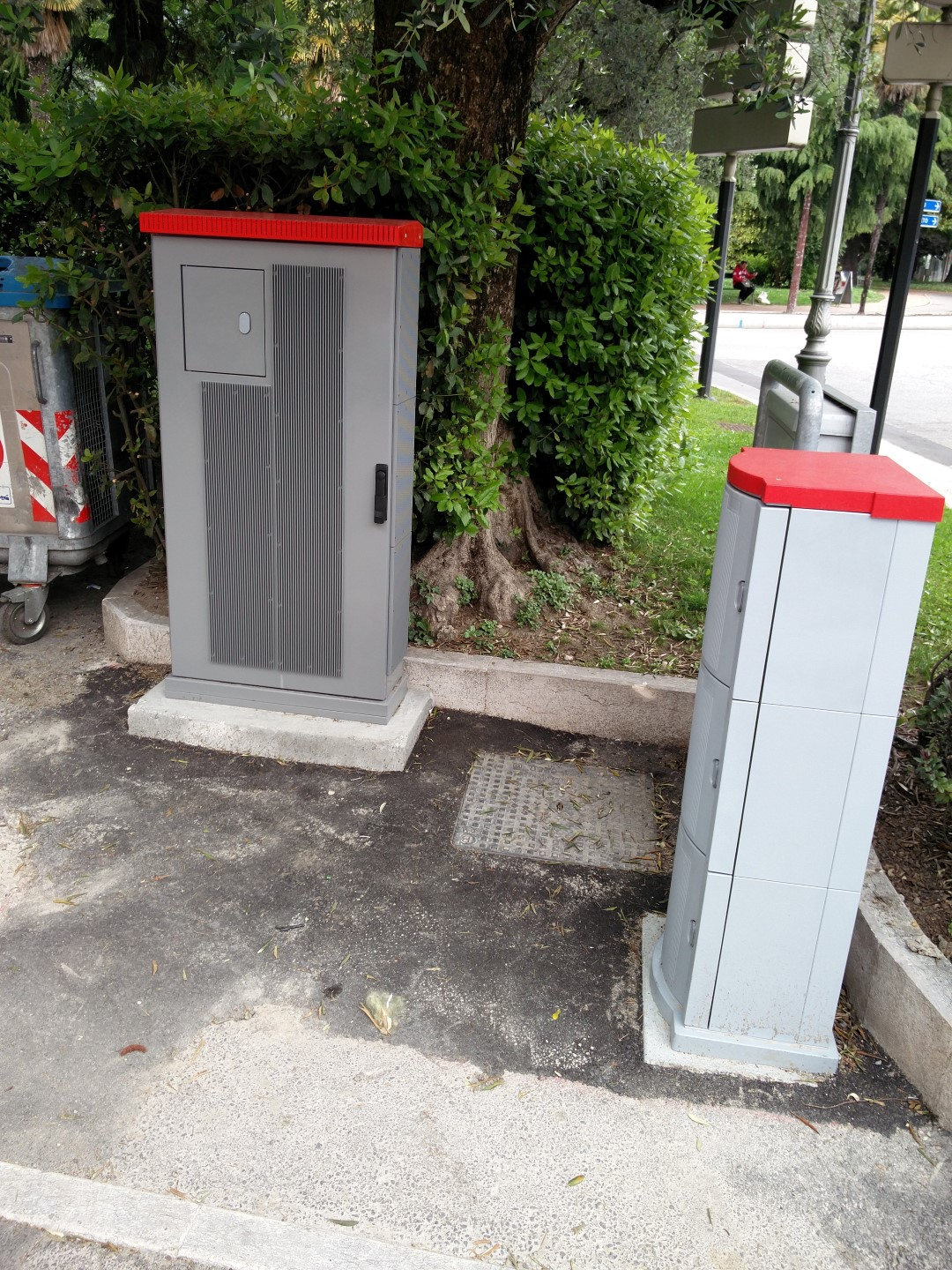
MSAN in strada sotto forma di cabinet, in questo caso utilizzato per l'erogazione del servizio VDSL2 di TIM. A destra, nella foto, una colonnina di alimentazione a tre stadi necessaria per alimentare il dispositivo.

Il MSAN (Multi-Service Access Node), anche conosciuto come Multi-Service Access Gateway (MSAG), è un dispositivo, normalmente installato all'interno di una centrale telefonica (più raramente è un cabinet stradale, a servizio di una piccola zona), che connette linee telefoniche di abbonato alla rete e fornisce accesso telefonico, ISDN e larga banda (ad esempio ADSL o VDSL).
Prima dello sviluppo dell'MSAN, i gestori dei servizi di telecomunicazione erano soliti installare una moltitudine di apparecchiature diverse e separate, DSLAM compresi, per fornire una grande varietà di servizi agli utenti. Integrando tutto ciò in un unico nodo, che tipicamente converge tutti i dati in un unico flusso IP o in trame ATM (Asynchronous Transfer Mode), si aumenta l'efficienza del sistema e la possibilità di fornire nuovi servizi in modo molto più rapido di un tempo.
Una tipica installazione MSAN consiste in un cabinet contenente piastre POTS, larga banda (xDSL), batterie e inverter, trasmissioni ottiche e permutatori in rame.
A partire dal 2016  TIM, in casi di forza maggiore (ostacoli che non permettono la posa del sopralzo sull'armadio ripartilinea), ha iniziato a installare DSLAM per l'erogazione del servizio VDSL2 in modalità FTTC nella struttura usata per una tipica installazione MSAN in sostituzione dell'"incudine", anche se non sono presenti apparati che erogano altri servizi come fonia o ADSL.